# والایاکادو
والایاکادو (به لاتین: Valaiyakadu) یک منطقهٔ مسکونی در سری‌لانکا است که در استان شمالی (سری‌لانکا) واقع شده‌است.